# Adamo Grilli

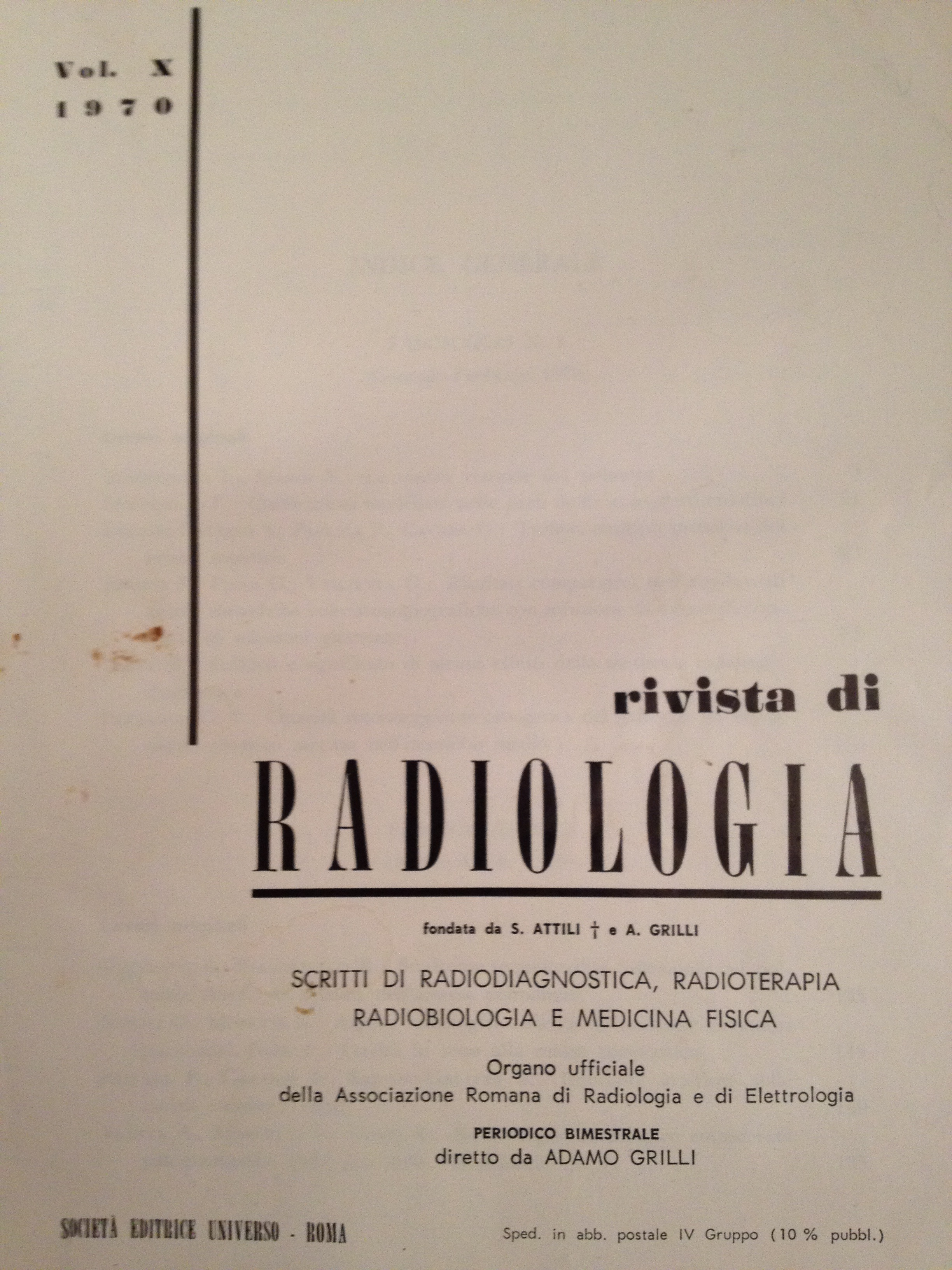
La Rivista di radiologia fondata da A. Grilli

Adamo Grilli (Fiuminata, 20 settembre 1907 – Roma, 7 agosto 1989) è stato un radiologo italiano, famoso per i suoi importanti contributi alla semeiotica radiologica.

## Biografia

### I primi passi
Adamo Grilli nasce a Fiuminata (Macerata) il 20 settembre 1907 e si laurea in medicina con il massimo dei voti presso l'Università degli Studi di Perugia nel 1932.
La sua carriera universitaria comincia nel 1930 come allievo interno del professor Eugenio Milani, pioniere della radiologia italiana; dopo la laurea diviene assistente nell'Istituto di Radiologia di Perugia da lui diretto.
Grilli segue poi Milani quando questi diviene primario dell'Ospedale del Littorio (ora Azienda Ospedaliera San Camillo-Forlanini), trasferendosi a Roma.
È qui che si forma la sua competenza clinica radiologica che continua fino al 1936, quando viene richiamato al servizio militare in Africa Orientale Italiana ove merita la medaglia commemorativa per le operazioni in A.O.I. e la Croce al merito di guerra: brevetto n.4540.
Nel 1939 ritorna a Roma, sempre sotto la direzione di Milani, il quale, nel frattempo, diviene direttore della cattedra di radiologia dell'Università di Roma succedendo al professor Aristide Busi. Nella Città Eterna, Grilli consegue la libera docenza in radiologia nel 1939. Solo un anno dopo diviene docente alla Scuola di Specializzazione in Radiologia e a quella di Medicina del Lavoro dell'Università di Roma. Dal 1943 al 1955, nello stesso istituto, svolge il ruolo di aiuto di radiodiagnostica.

### L'incarico a Siena
Nel 1955 la Facoltà di Medicina e Chirurgia dell'Università degli Studi di Siena gli conferisce l'incarico di docente e di primario dell'Istituto di Radiologia presso l'Ospedale in Santa Maria della Scala, attualmente divenuto complesso museale.
In quegli anni tiene vari corsi per le Scuole di Specializzazione dell'Università di Siena, presenta numerose relazioni a congressi e pubblica a stampa ottantacinque lavori su riviste nazionali.
Pubblica in più numerosi capitoli di trattati e il famoso "Compendio di Radiologia Medica" in collaborazione con il prof. Milani vincendo il primo "Premio Marzotto” per la Medicina nel 1955.
Tra i principali lavori da lui presentati spiccano quelli sugli organi addominali, studiati mediante stratigrafia associata a pneumografia, studi sulla stratigrafia dei tumori polmonari, una completa trattazione sui corpi estranei intraventricolari cardiaci e numerosi lavori sui tumori delle ossa e vari altri inerenti alla radioterapia (allora nota come Röntgenterapia).
Insieme alla scuola senese da lui diretta, pubblica altri 16 lavori cointestati con i suoi allievi.
In quegli anni l'Istituto di Radiologia di Siena viene totalmente rivisitato da un punto di vista scientifico, didattico e organizzativo mettendo a frutto le capacità organizzative e direttive maturate da Grilli nella lunga militanza nella radiologia dell'Università di Roma.
L'Istituto riceve una ricca dotazione di apparecchiature radiologiche moderne, si arricchisce di un reparto di degenza con 30 letti per pazienti oncologici e di un reparto di ricerca in radiobiologia dotato di apparecchiature complete e adeguate.
Dal 1956 al 1962 diviene direttore tecnico del Centro Tumori della provincia di Siena.

### L'incarico a Perugia
Nel 1962 viene chiamato a dirigere l'Istituto di Radiologia della Università degli Studi di Perugia e porta con sé, nella nuova sede universitaria, i suoi due principali seguaci, Gaetano Caprino e Aligi Fiumicelli.
Questi, nell'arco di tempo che va dal 1962 al 1970, anni in cui Grilli si dedica allo sviluppo dell'Istituto, lo aiuteranno ad applicare, in tale sede, le sue idee rivoluzionarie nel campo della radiodiagnostica e della radioterapia.
Anche qui attiva un reparto di degenza di 25 letti, due dei quali protetti, per pazienti sottoposti a curieterapia interstiziale e endocavitaria.
Tale reparto, istituito nel 1967, rappresenta il primo di degenza oncologica a Perugia che, nel 1977, viene trasformato nella divisione di chemioterapia e successivamente in divisione di oncologia medica, rappresentando così l'antesignano della Oncologia Medica in Umbria e a Perugia.
In quel decennio Grilli crea un ricco archivio didattico e uno "Schedario Diagnostico" che, modello per le attività didattiche-assistenziali di quegli anni, metteva in luce la insostituibile necessità dell'archiviazione dei dati e delle immagini a scopo didattico e scientifico.
Negli stessi anni con l'appoggio dell'Ente Ospedaliero, fonda la prima Scuola Ospedaliera per tecnici di Radiologia Medica in Umbria.
È qui a Perugia che pubblica la seconda edizione del famoso "Compendio di Radiologia Medica".

### Il ritorno a Roma
Nel 1970 torna a dirigere la seconda cattedra dell'Università di Roma “La Sapienza”.
Con lui si spostano alla Sapienza il prof. Roberto Passariello e il prof. Giovanni Simonetti che sono stati i principali collaboratori del periodo romano del professore.
Roberto Passariello, successivamente, gli succederà alla guida della Cattedra di Radiodiagnostica mentre Giovanni Simonetti sarà il cattedratico dell'Istituto di Radiologia dell'Università di Tor Vergata.
In questo stesso anno, Grilli, fonda la sua "Rivista di Radiologia", un bimestrale nel quale venivano raccolti scritti di radiodiagnostica, radioterapia, radiobiologia e medicina fisica.
È in questo arco di tempo passato a Roma che una cataratta avanzata ad entrambi gli occhi, probabilmente derivante dalla lunga attività professionale, gli provoca grandi sofferenze e la conseguente cecità di un occhio.

### Gli ultimi momenti a Fiuminata
Egli passa gli ultimi anni nella sua amatissima città natale, ove nel 7 agosto 1989 viene a mancare.
Al suo funerale, nel piccolo comune in provincia di Macerata, si riuniscono tutti i suoi allievi per dare un ultimo saluto allo stimato professore.

## Compendio di Radiologia
Il suo "Compendio di Radiologia Medica" ha costituito la base della preparazione in questa disciplina di numerose generazioni di radiologi.
Questo viene pubblicato nel 1955 con la obbligatoria revisione di tutti i collaboratori dell'istituto ed è rimasto per molti anni il testo di radiologia più utilizzato in Italia.
L'elemento di novità del Compendio si basa sulla formulazione della semeiotica radiologica che, secondo le sue parole: 
(Adamo Grilli)
 Come ci fanno notare i suoi allievi, la modernità della sua concezione della radiologia risiede nel fatto che per lui, la materia non è solo strettamente collegata con la clinica, ma è anche parte essenziale della stessa, poiché il radiologo non si deve limitare più alla descrizione delle immagini con qualche ipotesi diagnostica. Infatti, a parer suo, il radiologo deve "fare la diagnosi" e, per la formulazione corretta di una diagnosi clinica, la semeiotica radiologica deve corrispondere con gli altri elementi di semeiotica clinica e di laboratorio che il medico stesso deve conoscere. In questo modo la radiologia passa da pratica empirica a scienza moderna guidata da principi ed elementi oggettivabili e ripetibili costituendo la base della moderna diagnostica per immagini.

## Oltre l'aspetto professionale
Nei confronti dei suoi discepoli egli ripeteva sempre il pressante invito a non subire il fascino delle "Sirene", ovvero di non subire il fascino delle "tre emme", acronimo da lui coniato per indicare moglie, mutua e macchina che costituivano meta di molti giovani collaboratori alle quali gli stessi, secondo lui, volevano giungere troppo in fretta.
I suoi numerosi allievi, molti dei quali hanno raggiunto un ruolo apicale nell'ambito universitario e ospedaliero, in virtu' del suo autorevole insegnamento, lo ricordano come un uomo di atteggiamento burbero che nascondeva l'indole bonaria di uomo rigoroso, metodico e scienziato scrupoloso, attento all'evoluzione delle scienze radiologiche.
L'affetto per il loro maestro è stato tale che, nel 2008, si sono ricongiunti in una riunione commemorativa, il "Memorial Grilli", dando vita ad un'associazione per l'organizzazione di periodici convegni scientifici.
L'ospedale Sant'Eugenio di Roma, come gesto di solenne rispetto nei confronti del Professor Grilli, ha poi a lui intitolato il proprio centro didattico.

## Opere
Tra i numerosi lavori da lui pubblicati durante la carriera, principalmente basati su esperienze lavorative vissute, possiamo trovare:
- Qualche ricordo del mio servizio radiologico per gli indigeni del Tigrai, C.E.L.A.S., Belluno 1938, pp. 8
- Introduzione allo studio della radiologia medica, Editrice Universitas, Roma 1947, pp. 637
- Radioterapia e radiobiologia dei tumori delle ossa, Abruzzini, Roma 1950, pp. 201
- Compendio di Radiologia Medica, Società editrice Universo, Roma 1955, pp. 1212
- Linee direttive per l'esame radiologico dell'apparato digerente in medicina mutualistica, Tip. F. Francioni, Roma 1955, pp. 8
- Organizzazione dell'Istituto di radiologia degli Spedali riuniti di S. Maria della Scala (Policlinico universitario) e del Centro tumori di Siena, Tip. Senese, Siena 1957, pp. 40